# El Celler de Sabartès
El Celler de Sabartès és una obra de Banyeres del Penedès (Baix Penedès) inclosa a l'Inventari del Patrimoni Arquitectònic de Catalunya.

## Descripció
Es tracta d'un edifici format per una gran nau de cobertes de dues vessants, a la qual s'ha adossat a la banda esquerra una nau més petita. La façana presenta dues portalades d'arc de mig punt separades per una finestra també de mig punt, damunt la qual hi ha una rosassa. És rematada per una sèrie de graons decorats amb maó.